# چراغ موشی

پیه سوز مفرغی کوچک دسته دار-قرن ششم هجری

چراغ موشی یک نوع چراغ برای روشنایی در شب بوده‌است که با روغن پیه یا روغن زیتون و روغن منداب (مندو) کار می کرده‌است این چراغ دارای یک فتیله نخی دراز بوده‌است که بدلیل شباهت روغندان و بخش فتیله (پلیته) آن به موش آن را چراغ موشی می‌گفتند. این چراغ بدلیل دود زیاد در اوایل قرن بیستم از کاربری کنار گذاشته شده اما هنوز ضرب‌المثل دود چراغ موشی خورده‌ام و به اینجا رسیده‌ام که مفهوم رنج کشیدن و به گنج و دانش رسیدن را می‌دهد بکار می‌رود.
در لغتنامه دهخدا دربارهٔ چراغ موشی اینگونه اشاره شده:
«چَِراغ موشی؛ چراغ حلبی کوچکی دارای فتیله و جای نفت یا روغن. ظرفهای کوچکی چون استکان که در آن پیه یا روغن کرده فتیله می‌نهادند و به بندها می‌آویختند بخصوص در شب‌های چراغان. چراغ خرد چون استکانی که در آن پیه کنند و فتیله‌ای در وی نهند و به عدهٔ کثیر، شبهای چراغانی در معابر آویزند. ظرف کوچک شیشه‌ای یا فلزی که در آن پیه وفتیله کرده در چراغانیها به عدهٔ بسیار افروخته در معابر بیاویزند. نوعی چراغ کوچک مسی یا حلبی که ساختمانی ساده داشته دارای فتیله و جای روغن یا نفت است و بیشتر در جاهای دور افتاده و دهکده‌ها از آن استفاده می‌شود. چراغ کوچک حلبی بدون شیشه.»

## پیشینه
از زمانهای بسیار قدیم شاید ۴۰۰۰ سال قبل نوعی چراغ بنام پیه سوز در ایران و هند بکار گرفته شد بعدها چراغ موشی جای آن را گرفت پس از چراغ موشی چراغ سیمی یا فانوس به بازار آمد و بعد چراغ گرد سوز نفتی که دارای شیشهای طولانی عمودی بود و سپس چراغ توری نفتی که هنوز هم چراغ توری در بعضی مکانها بکار می‌رود. در اواخر قرن ۱۸ میلادی چراغ روغنی که با سوزاندن نوعی روغن نباتی کار می‌کردند و شمع از بهترین منابع نور به حساب می‌آمدند. این منابع ضعیف بودند ولی نیازی هم به استفاده از نور مصنوعی به منظور طولانی‌تر کردن روز کاری حس نمی‌شد. با آغاز دوران انقلاب صنعتی در پایان قرن هجدهم، استفاده از روشنایی در شب برای ادامهٔ کار کارخانه‌ها رفته‌رفته جای خود را باز کرد. در سال ۱۸۲۰ میلادی چراغ گازی ساخته شد که با گاز زغال کار می‌کرد. در میانهٔ قرن ۱۹ میلادی روغن نباتی در چراغ‌های روغنی جای خود را به پارافین داد. در سال ۱۸۵۸ با کشف نفت و فراهم‌شدن امکان استفاده از منابع نفتی در امریکا، زمینهٔ استفاده گسترده از منابع نوری نفتی در ابتدای قرن ۲۰ میلادی در اروپا پدید آمد. با این وجود استفاده از نفت از قرن‌ها پیش نزد ایرانیان، چینی‌ها و هندی‌ها با استفاده از نفت استخراج‌شده در باکو برای اینکار رایج بود.